# Araceli Saucedo Reyes
Araceli Saucedo Reyes (Michoacán, 8 de enero de 1980) es una política mexicana, miembro del Movimiento Regeneración Nacional. Fue diputada federal al Congreso de la Unión por el distrito 11 de Michoacán de 2015 a 2018, y presidenta municipal de Salvador Escalante, Michoacán de 2021 a 2024. Desde el 29 de agosto de 2024 es senadora de la república por Michoacán.

## Trayectoria académica
Es licenciada en Derecho egresada de la Universidad Michoacana de San Nicolás de Hidalgo (UMSNH). 

## Trayectoria política
En 2002 fue consejera municipal del PRD en el municipio de Salvador Escalante, luego ocupó cargos como auxiliar en el área jurídica del Instituto Nacional de Migración (INM) y coordinadora general de la oficina de enlace legislativo de diputado local. De 2005 a 2007 fue asesora jurídica del ayuntamiento de Salvador Escalante, y de 2012 a 2015 coordinadora de la oficina de enlace de diputado federal y paralelamente el mismo periodo fue secretaria general del comité municipal del PRD en Salvador Escalante y regidora del ayuntamiento del mismo municipio. Fue también consejera estatal y nacional del PRD y secretaria de la comisión de Desarrollo Rural del comité estatal de Michoacán.
De 2012 a 2015 fue diputada federal suplente por el Distrito 11 de Michoacán en la LXII Legislatura siendo propietario Antonio García Conejo, pero nunca llegó a ejercer el cargo. En las elecciones de 2015 fue candidata a diputada propietaria por el mismo distrito, triunfando en el proceso electoral. Representó al distrito 11 en la LXIII Legislatura de dicho año a 2018, y en ella fue secretaria de la comisión de Infraestructura; y, del comité del Centro de Estudios para el Logro de la Igualdad de Género; así como integrante de las comisiones de Delitos cometidos por razones de género; de las tecnologías de información y comunicación; de Desarrollo Social; y, de Turismo.
Obtuvo licencia para separarse del cargo de diputada federal del 3 de marzo al 3 de julio de 2018, al ser postulada candidata a diputada local por el Distrito 15 del estado, ganando la elección, lo representó en la LXXIV Legislatura estatal que culminó en 2021. En ella fue secretaria del Centro de Estudios para el Adelanto de la Mujer; y, de la comisión de Infraestructura. Al terminar dicho cargo, fue postulada candidata de la coalición PAN-PRI-PRD a presidenta municipal de Salvador Escalante en el proceso electoral de dicho año. Resultó elegida, y ejerce el cargo para el periodo de 2021 a 2024.
En 2024 fue postulada candidata a Senadora en primera fórmula por la coalición Fuerza y Corazón por México en las elecciones federales de ese año, para lo cual recibió licencia como presidenta municipal el 19 de febrero. No logró la victoria, pero quedó en segundo lugar de la elección al recibir el 32.18% de los votos, frente al 50.32% de la fórmula de Celeste Ascencio Ortega y Raúl Morón Orozco, por lo que resultó elegida por el principio de primera minoría para las Legislaturas LXVI y LXVII de 2024 a 2030.
El 28 de agosto siguiente, ella y José Sabino Herrera Dagdug, únicos dos senadores elegidos por el PRD, fueron presentados como integrantes del grupo parlamentario de Morena; ante lo cual partidos de oposición los acusaron de traición, lo que ellos negaron pues que siendo de izquierda el extinto PRD ellos debían asociarce con un partido afín.